# Anne-Lise Bardet
Anne-Lise Bardet, född den 18 november 1969 i Oyonnax, Frankrike, är en fransk kanotist.
Hon tog OS-brons i K-1 slalom i samband med de olympiska kanottävlingarna 2000 i Sydney.